# Metabus

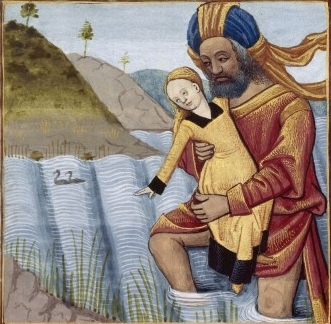
Metabus und Camilla (Illustration zu De mulieribus claris des Boccaccio, 15./16. Jahrhundert)

Metabus (altgriechisch Μέταβος) ist in der römischen Mythologie ein König der volskischen Stadt Privernum und mit Casmilla Vater der Camilla.
Als er wegen seines jähzornigen Charakters vertrieben wird, flieht er mit seiner noch kleinen Tochter Camilla vor seinen Feinden. Am Fluss Amisenus, der Hochwasser führt, weiß er nicht, wie er mit seiner Tochter das andere Ufer erreichen soll. In seiner Not bindet er das Wickelkind an seinen Eschenspeer und verspricht der Diana, dass er Camilla ihrem Dienst weihen werde, falls sie unverletzt das andere Ufer erreiche. Dann schleudert er die Waffe zum anderen Ufer und durchschwimmt den reißenden Fluss. Camilla überlebt wohlbehalten, wird von einer Stute gesäugt und wächst auf zu einer wehrhaften Jägerin.
Der Mythos von Camilla, der nur von Vergil überliefert wurde, entspricht in mehreren Punkten der Geschichte der Harpalyke. Demnach wäre Harpalykos, der Vater der Harpalyke, das Vorbild für Metabus.